# Raise a Native
Raise a Native, född 18 april 1961, död 28 juli 1988, var ett obesegrat engelskt fullblod, mest känd för att ha utsetts till American Champion Two-Year-Old Colt (1963), samt att ha blivit far till 74 stakesvinnare, bland andra Majestic Prince och Alydar. I hans dödsannons 1988 kallade New York Times honom "den mest inflytelserika av amerikanska fullblodshingstar under de senaste 20 åren". 

## Bakgrund
Raise a Native var en fuxhingst efter Native Dancer och under Raise You (efter Case Ace). Raise a Native föddes upp av Happy Hill Farm och ägdes av Mrs. E. H. Augustus & Louis Wolfson. Han tränades under tävlingskarriären av Burley Parke.
Raise a Native tävlade under säsongen 1963, och sprang totalt in 45 955 dollar på 4 starter, varav lika många segrar. Han tog karriärens största segrar i Great American Stakes (1963) och Juvenile Stakes (1963).

## Karriär
Tränad av den blivande Hall of Fame-invalda Burley Parke, var Raise a Native obesegrad i fyra starter som tvååring, och satte eller tangerade banrekord tre gånger. Han vann sprintlöpen Great American Stakes och Belmont Juvenile och röstades fram till American Champion Two-Year-Old Colt av Turf & Sports Digest.

### Som avelshingst
Efter att ha avslutat sin tävlingskarriär på grund av en böjd sena 1963, köptes Raise a Native av Spendthrift Farm, ett avelssyndikat i Lexington, Kentucky. Även om avkommorna till Raise a Native har haft framgång med att tävla på gräs i Europa, har de i allmänhet varit mer inriktade på att springa på dirttrack.
Raise a Native blev bland annat far till Alydar (som var tvåa efter Affirmed i alla tre Triple Crown-löpen), Crowned Prince (Dewhurst Stakes), Exclusive Native (Arlington Classic), Mr. Prospector (ledande avelshingst) och Majestic Prince (Kentucky Derby, Preakness Stakes).
Han är även morfar till Affirmed (Triple Crown), Genuine Risk (Kentucky Derby), Alysheba (Kentucky Derby, Preakness Stakes), Dancethruthedawn (Queen's Plate), Easy Goer (Belmont Stakes), Gulch (Breeders' Cup Sprint), Fusaichi Pegasus (Kentucky Derby),  Coastal (Belmont Stakes), obesegrade Meadowlake, Conquistador Cielo (Belmont Stakes), Criminal Type (Horse of the Year), Strike the Gold (Kentucky Derby), och grupp 1-vinnaren Smart Strike.
Raise A Native är också farfars farfar till två mästare. Den första är tvåfaldiga Horse of the Year, Curlin, som vann 2007 Preakness Stakes och Breeders Cup Classic och 2008 Dubai World Cup, och den andra är mästarstoet Zenyatta, vinnare av 2008 Breeders' Cup Ladies Classic och 2009 Breeders' Cup Classic. Han är också farfars far till 2008 års Breeders' Cup Classic vinnare Raven's Pass.
Fram till 2019 har 21 Kentucky Derby-vinnare haft Raise a Native i sin fars blodslinje: Justify, Country House, American Pharoah, Always Dreaming, I'll Have Another, Super Saver, Street Sense, Smarty Jones, Funny Cide, War Emblem, Monarchos, Fusaichi Pegasus, Real Quiet, Grindstone, Thunder Gulch, Strike Gold, Unbridled, Alysheba, Genuine Risk, Affirmed och Majestic Prince. Endast fyra Derbyvinnare har haft Raise a Native i sin mors blodslinje: Barbaro, Mine that Bird, Real Quiet och Justify, av vilka de två sistnämnda bar honom i båda blodslinjerna. American Pharoah härstammar också från Raise a Native genom sin mormor, Ecliptical, som föddes av Exclusive Native, liksom 2016 års vinnare av Kentucky Derby, Nyquist, som genom sin mormor Seeking Regina, ett barnbarnsbarn till Raise A Native.

### Död
Den 28 juli 1988 avlivades Raise a Native på Spendthrift Farm på grund av ryggradsförsämring.